# Хисаря
Вижте пояснителната страница за други значения на Хисар и Хисаря.
Хиса̀ря е град в Южна България. Намира се в област Пловдив и е административен център на община Хисаря. Историческото село Синджирлий днес е квартал Веригово.
По данни на ГРАО към 15 юни 2023 г., в града живеят  6544 души по настоящ адрес.

## География
Град Хисаря се намира в централната част на България, под южните склонове на Средна гора, на 346 m н.в. Отстои на 44 km северно от областния град Пловдив и 24 km южно от град Карлово.
Релефът е оформен от плавния преход от склоновете на Средна гора към Горнотракийската низина.
Климатът е преходно-континентален с топла и мека зима. Снежната покривка се задържа средно 27 дни в годината. Климатични стойности – средна лятна температура: 21,4 °C; средна зимна температура: 1,1 °C; средна годишна температура: 11,5 °C; средни годишни валежи: възлизат на 500 l/m², по изразени през месеците юни и ноември. Пролетта е ранна и сравнително топла, лятото се характеризира с високи температури (юли и август), ниска влажност и слаби ветрове. Есента е слънчева, топла и продължителна. Преобладават източните ветрове със средна годишна скорост 1,1 m/s. Силните и бурни ветрове са рядкост, което е много благоприятно за зимния сезон.
В района на град Хисаря няма замърсители на въздуха.

## Минерални води и балнеолечение
Хисаря се отличава с 22 минерални извора с различни физико-химични характеристики и температура и с доказани лечебни свойства – 16 естествени и 6 дълбоко сондирани. Всички води са бистри, безцветни, термални и с приятни питейно-вкусови качества. По химични свойства са натриево-сулфатно-хидрокарбонатни, с висока алкална реакция и ниска твърдост. Преобладаващо е съдържанието на хидрокарбонати и натрий. Съдържат минерали от 170 до 275 mg/l и попадат в категорията на слабо минерализираните води (под 2 g/l).
Минералните води от гр. Хисаря се използват както за питейно лечение на бъбречно-урологични, жлъчни, стомашно-чревни и чернодробни заболявания, така и за къпане при лечение на заболявания на опорно-двигателния апарат, на обмяната на веществата и ендокринната система и гинекологични заболявания.
В града се поставят основите на организираното балнеолечение в България. През 1882 г. правителството на Източна Румелия издава „Правилник за експлоатация на хисарските бани“. В лабораторията на Санитарния съвет в Пловдив чешкият химик Состержонек прави химически анализ на водата от пет хисарски извора – това е първият химически анализ на минерална вода в България.
Минералната вода от извор Момина баня е с най-високо съдържание на радон (160 емана) и температура 41 °C, което я прави най-подходяща за лечението на бъбречно-урологични заболявания и заболявания на опорно-двигателния апарат. Радиоактивността на минералната вода, особено на „Момина баня“, дава възможност за провеждане на радонови инхалации. Водата е без мирис, с приятен вкус. Един от изворите, които Состержонек изследва през 1882 г. е именно Момина баня.
Минералната вода на извор Момина сълза има температура 42 °C и съдържа много микроелементи – манган, цинк, кобалт, мед и др. Използва се за питейно лечение предимно на стомашно-чревни заболявания. Това е най-вкусната хисарска вода.
До водопийния павилион Момина сълза е чешмата Стублата, водата от която е най-хладка – 31 °C и се ползва за промиване на очите. В този район в радиус от 100 m са разположени няколко извора с различно химическо съдържание и температура. Топлица е най-горещият извор с 51 °C и върху него е била построена първата баня, използвана още през римската епоха. Водата се използва за балнеолечение, подходяща е при гинекологични заболявания. До него е извор Бистрица, с температура на водата 45 °C. Използва се само за къпане. Подходяща е за кожни заболявания – освежава кожата, прави я нежна и красива. Срещу тях е разположен изворът Свежест. Водата в банята е с температура 41 °C, а в басейна се охлажда до 37 °C. Използва се за лечение предимно на неврози.
До този комплекс от минерални извори са останките на най-голямата римска баня, открити през 1935 г. Археолозите датират строежа от IV в. Банята е градена със смесена зидария, с дебелина на стените 1 – 2 m. Подът и стените са били облицовани с бял мрамор. Имало е помещения за топла и студена баня, място за почивка, два басейна, с размери 15х5 m и дълбочина 1,40 m. В други, специални помещения, след къпането са се извършвали лечебни процедури – масажи и намазване с благовонни масла.
Към банята имало и нимфеум – светилище на нимфите, почитани като божества на изворната и лековита вода. В банята е имало хипокаустна система за отопление. Керамични тръби отвеждали топлата вода под мраморните плочи на пода, а нагоре, между двойните стени, се насочвала топлата пара.

## История
Хисаря (наричана Диоклецианопол, Ветус Аугуста Ария, Термейтисина, Топлица) има богата хилядолетна история. Благоприятният климат и минералните води са привлекли хората по тези места от най-дълбока древност. Тук е съществувало праисторическо селище още преди V – IV хил. пр. Хр. По-късното тракийско селище около минералните извори е влизало в пределите на Одриското царство. Около минералните извори били изградени лечебно-религиозни светилища (нимфеуми). От този период датират големите тракийски култови съоръжения край Старосел.
След завладяването на провинция Тракия от римляните през 46 г. около минералните извори възниква голям римски град. През 293 г. император Диоклециан му дава статут на град и оттогава започва неговото укрепяване с масивни крепостни стени и изпълнението на нови градоустройствени решения. По своята запазеност и оригиналност укрепителната система и архитектурата на римския град Диоклецианопол се нарежда сред първите места в Европа. На много места крепостната стена достига височина до 11 m, а южната крепостна порта се извисява на 13 m. Крепостта е имала 44 кули.
В античния град се е влизало през 4 големи порти. Градската архитектура е съсредоточена в централния градски парк до извор Момина сълза. Тук се е намирала най-представителната обществена сграда (резиденция). Тя представлява голяма двуетажна постройка, чиито помещения завършват с внушителна сводова конструкция. В непосредствена близост до нея е разположен бански комплекс, който обхваща площ от около 2000 m². Термите на Диоклецианопол са едни от малкото запазени римски терми на Балканския полуостров, в които са били извършвани процедури и лечение с минерална вода. Съхранени почти до покрив, те впечатляват със своята оригиналност. От вътрешната страна помещенията са били облицовани с бял мрамор. За отопление е била използвана минералната вода.
Комплексът от представителните сгради в парк Момина сълза включва и амфитеатъра. Той е бил едно от най-посещаваните и любими места на хората в онази епоха, дошли в Диоклецианопол на отдих и развлечение. Амфитеатърът е от типа на циркусите, в които са се провеждали спортни състезания и борби с животни. Построен е през първата половина на III в. и е спазвал каноните на новата християнска идеология да не се пролива кръв. Отлично запазена е арената и обслужващите амфитеатъра помещения. През 306 г. била построена банската сграда при извор Момина баня, където и сега е запазен керамичен надпис, дълъг 16 m, с имената на римските съимператори Максимиан Галерий и Лициний-баща.
След въвеждането на християнството като официална религия в Римската империя през първите десетилетия на IV в., Диоклецианопол се превръща във важен християнски център – седалище на епископ. Откритите в града 10 раннохристиянски базилики от периода IV – VI в. отразяват особеностите в развитието на раннохристиянската архитектура. Това може да се види и днес в добре запазените и експонирани храмове. Интерес представлява единствената открита двукорабна базилика № 1, която е построена през средата на V в. върху част от казармения комплекс на античния град. Апсидата ѝ е тристранна. В историческите извори се съобщава, че по това време градът се е нареждал на трето място по големина сред градовете в провинция Тракия, след Филипопол (Пловдив) и Берое (Стара Загора).
Некрополите на Диоклецианопол са разположени извън рамките на крепостните стени. На около 300 m южно от укрепения град се намира римската гробница. Тя е запазена в оригинал и е достъпна за посещения. Характерна е с дългия си коридор, гробна камера и пъстроцветна подова мозайка.
Всички паметници на културата в Хисаря са експонирани в подходяща паркова среда и са достъпни за посещение от гостите на града.
Възстановеното през втората половина на XVII в. върху развалините на античните и средновековни сгради малко селище било наречено Хисар. На турски и арабски език „хисар“ означава „крепост“, но първоизточник е „Caesarea“, „царски град“, име, което може да се е използвало през вековете като отправка за миналата му царска слава. През 1942 г. село Хисар се слива със съседното Момина баня и е наименувано Хисар-Момина баня. През 1964 г. е обявено за град с името Хисаря.

## Население
Численост на населението според преброяванията през годините:
| \| Година на преброяване \| Численост \| \| --------------------- \| --------- \| \| 1934 \| 5838 \| \| 1946 \| 6707 \| \| 1956 \| 8409 \| \| 1965 \| 7939 \| \| 1975 \| 8718 \| \| 1985 \| 9404 \| \| 1992 \| 9149 \| \| 2001 \| 8347 \| \| 2011 \| 7128 \| \| 2021 \| 6127 \| |           |
| Година на преброяване | Численост |
| 1934 | 5838      |
| 1946 | 6707      |
| 1956 | 8409      |
| 1965 | 7939      |
| 1975 | 8718      |
| 1985 | 9404      |
| 1992 | 9149      |
| 2001 | 8347      |
| 2011 | 7128      |
| 2021 | 6127      |

Етническият състав към 2011 г. включва 6586 българи и 170 цигани.
По данни на НСИ населението на града към 31 декември 2022 г. е 5987 души.
По данни на ГРАО към 15 юни 2023 г., Хисаря има 7511 жители по постоянен адрес.

## Религии
Като град, разположен на исторически кръстопът, Хисаря е убежище на различни религии и вярвания. От далечните и малко познати тракийски мистерии и орфизъм, през раннохристиянските базилики, до наши дни, вярата винаги е крепяла хората, обитаващи града на лечебните извори. Днес в града има три православни църкви, две католически, евангелистка църква и джамия.
Православният храм „Свети Пантелеймон“ се намира в центъра. Построен е през 1889 г. Най-впечатляващи са стенописите, пресъздаващи почти всички библейски истории. Изписани са от местен художник в стила на стенописите от Рилския манастир. Патронът на храма е покровител на болните. Храмовият празник е на 27 юли.
Църквата „Успение Богородично“ в квартал Момина баня е завършена през месец септември 1883 г. Тя е безкуполна. Има една олтарна апсида и трон. Обявена е за паметник на културата през 1975 г. Храмовият празник е на 15 август. Тогава се провежда и местният събор.
Църквата „Свети Димитър“ в квартал Веригово е най-старата. Построена е през 1845 – 1850 г. Опожарена е по време на Априлското въстание и съградена наново през 1882 г. На пода на църквата има мраморна плоча датираща събитието. През 1856 г. в двора е построено първото килийно училище в селото. На 16 юли 1982 г. е обявена за паметник на културата. Храмовият празник е на 26 октомври, когато се провежда и местният събор.
Католическият храм „Свети Петър и Павел“ в квартал Миромир е построен през 1882 г. от отец Павел Цакия и отец Карлос. Красивите стенописи са дело на художника Стоян Изов. Към храма има изграден пансион. Патронният празник е на 29 юни. Тогава се провежда и съборът на местното население.
Католическата църква „Светото семейство от Назарет“ е най-новият храм в града. Строителството е завършено през 2005 г.
Хисарската джамия е построена през 1464 г. Намира се до Западната порта на крепостната стена. Строена е, когато Хисаря е бил турско селище. По време на Руско-турската война е била опожарена и до днес е запазено само минарето. Джамията работи през лятото.

## Политика
С Указ № 546 на Президиума на Народното събрание от 7 септември 1964 г. Хисаря е обявен за град.

## Побратимени градове
- Еани (Гърция);
- Хилзенайм (Франция);
- Алексинац (Сърбия);
- Загоре об Сави (Словения)[11]

## Забележителности

### Колонада
Една от емблемите на Хисаря е Колонадата. Тя е построена през 1960 г. и е точно копие на римска колонада. Захранва се с минерална вода от извор Момина сълза. Върху свода са изобразени осемте антични божества на здравето – Язо, Панацея, Телесфор, Асклепий, Хигия, Епионе, Мохайос и Подалериос. Върху свода на колонадата са нарисувани символично основните кристали на минералната вода.

### Музеи
Археологическият музей е основан от местния родолюбец генерал Тодор Марков. Разполага с богата сбирка от археологически и етнографски находки. Разполага с отлично запазени образци от праисторическо време, тракийски, римски и византийски съдове, колони, мраморни плочи, статуи. Златни, сребърни и бронзови монети и предмети проследяват историята на народите, населявали района.
Музейната сбирка на бъбречните камъни съдържа около 10 000 конкремента, изхвърлени по време и след балнеолечение в Хисар. Малка част от тях са извадени след оперативна намеса. Сбирката е доказателство за лечебния ефект на хисарската минерална вода. Открита е през 1981 г. Намира се в сградата на Специализираната болница за рехабилитация. Най-впечатляващият експонат е бъбречен камък с тегло 560 g, изваден оперативно.

### Читалище
Учредено е на 14 ноември 1904 г. Поетът Иван Вазов лично дава съгласието си то да носи неговото име и дарява за първоначалната сбирка свои книги с автограф, както и книги на други автори. От онова време е запазен един оригинален метален печат с неговия образ. Читалището разполага с богат библиотечен фонд. Има самодеен танцов състав за фолклор, театрален състав „Театър без диплома“, школи по пиано и акордеон. Ежегодно се организират изложби, поетични вечери, концерти. Съхранява традициите и българския дух, като събира и пресъздава древни ритуали, занаяти и песенен фолклор.

### Фолклор
„Джумалите“ са самобитните кукерски игри на населението от кв. „Момина баня“ в Хисаря. Те съществуват още от езически времена. Коренът на тези игри са тракийските Дионисиеви мистерии. Обредът представлява символичната смяна на старата с новата година. Траките са правили този ритуал в началото на пролетта. По християнския календар това става между Трифон Зарезан и Сирни Заговезни, 40 дни преди Великден. Има главен кукер (Дионис), който заедно със свитата си играе, за да е добра новата година. Водачът на кукерите встъпва в символичен брак с богинята-Майка чрез жертвоприношение (курбан). Орфическите общества, поставили началото на този ритуал, са били мъжки – съставени само от „посветени“ неженени мъже. Докато водачът (царят, жрецът) се съвокуплявал с Майката Земя, младите мъже и жени са правили разюздан секс, за да помогнат на природата да се възроди.
Постепенно обредът приема нови измерения, но се запазва условието кукери да бъдат само млади мъже. Те гонят момите, за да ги скубят и ако им позволят да се любят с тях. Тези закачки символизират първоначалните орфически оргии. Джумалите се обличат с женски дрехи, свирят с джумалски свирки и вдигат шум с хлопките, за да заблудят и прогонят Злите сили (зимата), които не позволяват да се изоре и оплоди земята.
Днес е запазено старото наименование с турски корен „джумал“ – мим, маскиран веселяк. Високите маски се наричат „каук“ (тур. – висока шапка), а има и ниски – „капели“. По всички маски има закачени огледала, за да отразяват грозното лице на злото и да го плашат. Изработването на маските е сложна и трудоемка работа, която изисква специални умения. Всички елементи се пришиват на ръка. В една маска има хиляди мъниста и пайети, разноцветни панделки, сухи цветя и гердани. Само няколко жени от селото имат уменията да изработват кукерските маски. Тези възрастни жени са на особена почит.

### Летен театър
Летният театър е построен в стила на античните амфитеатри, изцяло в духа на римските антични градове. Намира се в красивия парк „Орфеев дол“ и разполага с 1700 места. Открит е през 1960 г. и на сцената му се изнасят концерти, както на професионални състави, така и на самодейци.

### Природа
Град Хисаря се слави със своите красиви паркове с около 300 растителни вида, заемащи 100 хектара площ. В тях има редки растителни видове от всички краища на света – магнолии, гинко билоба, явор, пауловния, албиции и др. Първият парк – около бившата баня „Топлица“ – е дело на швейцарския инженер Люсиен Шевалие от 1892 г. Красиви паркове има около извор Момина баня, Летния театър, в лечебно-възстановителната база на Министерски съвет.
В околностите на града има пояс от смесени широколистни и иглолистни гори, които оформят множество кътове за отдих. От Хисаря тръгват няколко пешеходни туристически маршрута до билото на Средна гора или южните масиви.

## Редовни събития
- Март, на Сирни Заговезни – кукерско шествие по улиците на града – „джумали“
- 1 – 3 май – Национален младежки конкурс за популярна песен „Петнадесет лалета“
- Първата седмица на юни – Празници на града и минералната вода
- Началото на юни – Театрален фестивал за аматьорски състави
- Балкански шампионат по фолклор „Евро фолк – Жива вода 2012“ (8 – 12 юни 2012 г.)

Местни събори:
- 29 юни – в квартал Миромир
- 15 август – в квартал Момина баня
- 2 май – в квартал Веригово

## Личности

### Родени в Хисаря
- Тодор Марков (1870 – след 1950), български военен деец, генерал-майор
- Иван Христев, скулптор
- Ана Бозева, оперна певица
- Мими Иванова, поп певица
- Юлия Вапцарова, поетеса
- Илия Мангачев, артист
- Вълчан Петров, художник
- Мато Надолийски, проф. д-р физ., УАСГ.
- Данна, певица
- Доц. д-р инж. Димитър Енев Зяпков – (1956 – ) доцент, доктор на техническите науки, машинен инженер. Доцент в Аграрен университет-Пловдив, катедра „Mеханизация на земеделието“

### Свързани с Хисаря
- С Хисаря е свързана голяма част от творчеството на класика на българската литература Иван Вазов. Тук той написва романа „Нова земя“, редица стихотворения и пътеписи. В града се раждат най-вдъхновените стихове за българската природа – „Отечество любезно, как хубаво си ти!“
- Във „Вила Петрович“ са отсядали и творили писатели и поети като Йордан Йовков, Дора Габе, Елисавета Багряна, Любен Дилов, Радой Ралин, Валери Петров и много други. Тук те са намирали така необходимия им уют и спокойствие и черпели вдъхновение за своите произведения.

## Кухня
Регионалната кухня е тракийска. Ястията се приготвят предимно в глинени съдове, с много подправки. Характерна е употребата на месо от домашни животни – овце, прасета, телета и кокошки. Изобилието на зеленчуци в региона се отразява и на местната кухня. Освен традиционните домати и пиперки, в тракийската кухня се използват и патладжани, лапад, бамя, лозови листа. Най-атрактивните ястия са печено агне по гергьовски (в тава), свинска кървавица, телешки език, пълнен с праз, тракийски гювеч със свинско месо.
В града се произвеждат и натурални тахани и течен шоколад от ядки.

## Други
На Хисаря е наречена улица в квартал „Илинден“ в София (Карта).